# Pregunta de investigación
La pregunta de investigación es uno de los primeros pasos metodológicos que un investigador debe llevar a cabo cuando emprende una investigación. Es la incógnita sobre una incertidumbre en torno de un problema que los investigadores intentan dar una respuesta o resolverlo; incertidumbre relacionada con una falta de conocimiento de la realidad e inquietud ante la existencia de una discordancia. Las incógnitas pueden ser examinadas, revisadas y analizadas para aportar información relevante a la ciencia. Un proyecto de investigación en ocasiones tendrá más de una pregunta de investigación, sin embargo, para algunos autores es mejor una sola pregunta de investigación. Plantear varias preguntas de investigación generará una mayor complejidad del diseño y también complejidad, al momento de la elaboración del trabajo de investigación, también se generará dificultades al momento de hacer los análisis e inferencias estadísticos.
La pregunta de investigación debe ser formulada de manera precisa y clara, de tal manera que se pueda enfocar y limitar el estudio, porque no se puede estudiar todo al mismo tiempo.
La pregunta de investigación busca clasificar las ideas y darle una orientación y delimitación el investigador construya, desde sus intereses, el eje articulador de la investigación.
La pregunta de investigación puede ser una afirmación o un interrogante acerca del centro que es Dios fenómeno, en forma precisa y clara, de tal forma que de ésta se desprendan los métodos, procedimientos e instrumentos.
La selección de la pregunta de investigación orienta a que tipo de investigación será, como la investigación cuantitativa, investigación cualitativa o investigación mixta. En todos los casos, hace más explícitas las suposiciones teóricas del marco de trabajo, y más aún, indica aquello en lo que el investigador enfoca su principal y primer interés. 
Para crear una buena pregunta de investigación, esta debe estar evaluada bajo un conjunto de criterios a los cuales se los ha denominado FINER.

## Criterios FINER
El investigador puede examinar, con estos  cinco criterios, si la pregunta de investigación propuesta es correcta y si se le puede llevar al campo de investigación. Los criterios FINER son: factibilidad, interesante, novedad, ética y relevancia.

### Real
Número adecuado de elementos o personas, experiencia técnica adecuada, tiempo y dinero con el que se puede contar, recursos y materiales que puedan ser financiados.

### Interesante
Que el tema a estudiar, las implicaciones que se tendrán o los resultados que se obtendrán sean de interés para el o los investigadores, la institución patrocinadora del proyecto o la sociedad en su conjunto, que apoyarán la investigación.

### Novedosa
Es decir que tenga originalidad. Una buena investigación clínica brindara a la comunidad científica información novedosa.

### Ética
Obedece a los principios éticos de buenas prácticas de investigación sin afectar a la salud de sus participantes. Cuando el estudio a realizar  presentará riesgos físicos inaceptables que pueden afectar a la salud o falta a  la privacidad, el investigador debe buscar otras opciones para poder realizar su investigación, y obtener los resultados, una opción podría ser un estudio observacional.

### Relevancia
La pregunta de investigación debe aportar y ser importante para conocimiento científico, para la política educativa y de salud, y dar guías para las investigaciones futuras.

## Elaboración de una pregunta de investigación
Debe tomarse en cuenta que al realizar un proyecto de investigación los resultados deben reflejar estabilidad cuando se someta a una evaluación, por tanto, plantear la pregunta de investigación adecuada para el investigador contribuirá satisfactoriamente al proyecto de investigación. Si bien al comienzo es primordial delimitar e identificar bien el tema o el problema que se está planteando, se suele tener dificultades para redactarlo. Por ende, precisar el tema permite una idea corta y concreta. Las instrucciones para elaborar la pregunta de investigación son las siguientes:

#### Elección del tema
La idea surge del interés que tienen el investigador por descubrir nueva información, relacionado al cualquier campo de su preferencia, con el fin de contribuir o mejorar la información, partiendo desde ahí para la realización del proyecto de investigación.

#### Identificación de una pregunta de investigación por medio de la literatura
Una vez realizada la elección de tema que se pretende estudiar, lo siguiente será identificar el problema que a simples rasgos no se puede reconocer, más bien necesitará de la percepción del investigador. Pero para abordar problema, se debe hacer una revisión de la literatura con respecto al tema, enriqueciendo la comprensión, evitando así vacíos que se pueden dar previo a la formulación del problema, también permite verificar si hay estudios previos con el problema que se busca, de tal manera que la lectura guiara adecuadamente a lo que se plantera dentro del estudio. Ahora bien, el seguimiento del tema se debe dar por medio de fuentes confiables como son los centros de investigación evitando información que no tengan validez. Esto contribuye para constatar cómo se ha encaminado el progreso del investigado.

## Acrónimo PICOT
Es completo y simple de seguir, este acrónimo es muy recomendado ya que nos permite formular una pregunta de investigación que contenga todo lo necesario para la realización de la investigación. Esta estrategia PICOT con su uso regular, permitirá que la investigación contenga todas las características necesarias para su validación, ya que ayudará a mejorar la calidad de la información que se obtenga, además aportará la evidencia necesaria para resolver todos los posibles cuestionamientos.
A continuación, se detallan cada uno de sus ítems:

### Población o problema de interés.
Si es una población, podrá compartir o no, características generales, también puede ser un paciente o un problema de salud.
Se debe dar una descripción amplia de este punto, de los pacientes, edad, sexo, hospital de donde se tomaron los datos, todo esto cumpliendo con los criterios de inclusión, exclusión y eliminación.

### Intervención.
Es lo que se desea investigar, puede ser un tratamiento que se va a administrar o administrado, medidas de prevención, una enfermedad, un diagnóstico o cualquier factor de riesgo.
Se debe dar una descripción completa de los métodos que utilicemos.

### Comparación.
El grupo con el cual se compara a la intervención, no presenta la condición estudiada. Ejemplos: pacientes que reciben tratamiento estándar o ningún tratamiento, un grupo de controles sanos, individuos no expuestos a ningún factor de riesgo.

### Outcome.
Es el resultado que se espera de la investigación, en la intervención como en la comparación.

### Tiempo o tipo de estudio.
Aquí se describe el período de tiempo en el que se realiza la investigación, o el tiempo que se estima para la obtención de resultados. Los tipos de estudio, ya sea transversal, cohorte, ensayos clínicos, entre otros. Se ajustan al marco de tiempo para encontrar el resultado. No siempre es requerido, pero es recomendable.

## Características
La formulación de una pregunta de investigación causa esperanza a un buen estudio. Sin embargo, formular una mala pregunta causa confusión y dudas, evita que el estudio no llegue a una conclusión.
Una pregunta de investigación debe ser:
- Real
- Relevante, innovador y relacionado con un problema significativo de interés ya sea científico, histórico, cultural, social o intelectual
- Sencilla, de fácil entendimiento
- Clara (sin ambigüedades) y precisa
- Los conceptos a utilizar en la pregunta deben estar cuidadosamente planteados y definidos en el proyecto de investigación
- Conduzca a otras preguntas
- Posible de encontrar una respuesta
- No divagar en la pregunta, no demasiado amplia, que esté lo suficientemente acotada para evitar dispersión[14]

### Investigador
El investigador influye principalmente para realizar una buena pregunta de investigación.
Para ser un buen investigador debes observar y cuestionarte todo el tiempo. Mantener un buen vocabulario al redactar el proyecto de investigación.

### Conocer la bibliografía
Conocer a fondo la bibliografía publicada en un campo de estudio es muy importante debido a que la erudición es un precursor que se necesita para una buena investigación. En un investigador nuevo debe realizar una búsqueda completa de la bibliografía publicada en las áreas relacionadas con la pregunta de la investigación y llevar una revisión sistémica sobre información real, aceptada, recientes, conocidos y se debe leer con sentido crítico los principales artículos originales.

### Estar alerta ante nuevas técnicas e ideas
El investigador debe estar atento a los nuevos avances o indagar en ellos. Es importante que asista a conferencias en las que se presentan trabajos recientes. Para formular buenas preguntas de investigación se debe obtener un nuevo concepto, tecnología o algún hallazgo del campo de estudio y su aplicación a un problema de un campo diferente. También una actitud escéptica ante las creencias comunes ayuda a formular buenas preguntas de investigación ya que busca respuestas a los problemas que observa.

### Imaginación
Un investigador debe tener competencias y habilidades que pueden ser desarrolladas, también permitir que vuele libremente alrededor de él, para que su imaginación implemente nuevas técnicas, sea más universal y debe ser tenaz para que el problema que se plantee una y otra vez para alcanzar a una buena solución.
La creatividad es importante para formular nuevas preguntas de investigación, imaginar nuevos métodos para abordar cuestiones antiguas y jugar con las ideas. Ya que no suele disponerse de tiempo suficiente para desarrollar esas ideas en el acto, es necesario guardarlas en algún archivo informatizado o en una agenda para recurrir a ellas en el futuro. No se debe tener miedo a la crítica o parecer raro esto conllevaría a anular prematuramente las nuevas ideas.

### Mentor
Para llegar a ser un buen investigador debe convertirse en aprendiz de un mentor con experiencia que disponga de tiempo e interés para trabajar con él con regularidad.
El mentor le pedirá que inicie con una pregunta de investigación, facilitándole una base de datos para tener como guía. En este caso es necesario identificar: 
La superposición entre lo que hay en la base de datos y sus propios intereses de investigación